# Ethnozoonyme
Un ethnozoonyme est un ethnonyme (nom de peuple) dérivé d'un nom d'animal. Les ethnozoonymes sont représentés chez la plupart des peuples indo-européens, notamment les Celtes, sans constituer une part importante des ethnonymes dont l'origine peut être expliquée.

## Les ethnozoonymes dans le monde indo-européen
Bernard Sergent, après avoir fait un inventaire aussi complet que possible de ces ethnonymes, montre que leur nombre reste limité et empêche de parler, comme il a été fait parfois, de totémisme chez les Indo-européens.
Parmi les animaux les mieux représentés, on trouve le loup, l'ours, le cerf, le sanglier, mais aussi des oiseaux comme le corbeau et le pic. Beaucoup de ces noms ont une valeur guerrière.
Chez les peuples italiques, et particulièrement les Osco-ombriens, l'ethnozoonyme est en général à mettre en rapport avec la tradition du ver sacrum (cf. les Hirpins, les Picènes, les Dauniens, etc.).